# Viroinval
Viroinval (in vallone Virwinvå) è un comune belga di 5 747 abitanti situato nella provincia vallona di Namur.